# حامد باكدل
حامد باكدل (بالفارسية: حامد پاکدل) هو لاعب كرة قدم إيراني في مركز الهجوم، ولد في 31 أكتوبر 1991 في دورود في إيران. لعب مع نادي صنعت نفط عبادان.

## وصلات خارجية
- حامد باكدل على موقع قاعدة بيانات كرة القدم.إي يو (الإنجليزية)
- حامد باكدل على موقع Soccerway.com (الإنجليزية)